# August Bondeson
August Leonard Bondeson (Vessigebro, 2 de fevereiro de 1854 — Gotemburgo, 23 de setembro de 1906) foi um médico e autor sueco. 

## Biografia
August Bondeson nasceu em Vessigebro, Suécia. Ele era um estudante na Universidade de Uppsala de 1876, graduando-se em medicina em 1884. Ele também estudou no Instituto Karolinska (1885-1886). Ele começou como médico praticante em Gotemburgo no outono de 1889.
A partir de 1876, ele fez viagens de verão para o estudo de línguas e vida folclórica em Värmlands Älvdal. Ele se tornou um dos retratadores mais populares da cultura popular sueca, concentrando-se principalmente na vida das pessoas comuns no sul da Suécia, perto de seu local de nascimento. Contos como Halländska sagor, samlade och berättade, Allmogeberättelser e Historiegubbar på Dal deram a ele uma audiência grande e fiel. Ele é mais conhecido por seu romance John Chronschoughs memoarer från uppväksttiden och seminarieåren, que se passa no seminário de professores em Gotemburgo no início dos anos 1860. O livro foi publicado em 1897 e foi seguido por uma segunda parte independente, em 1904.
 

Ele morreu em Gotemburgo, na Suécia, em 1906. Sua antiga casa, Fågelboet, foi doada ao Museu Halland de História Cultural e é preservada quase inalterada desde os dias de Bondeson.